# Podcast News
Podcast News est un épisode de la série télévisée d'animation Les Simpson. Il s'agit du sixième épisode de la trente-deuxième saison et du 690e de la série.

## Synopsis
Marge et Lisa se découvrent une soudaine passion pour les podcasts traitant d'affaires criminelles, tout comme le reste des Springfieldiens. Au même moment, Kent Brockman constate, impuissant, que ces derniers prennent le pas sur sa carrière de journaliste. Il décide alors de lancer son propre podcast, traitant d'un meurtre commis présumément par Abraham sur sa nouvelle petite amie. Mais, cette série de podcasts va causer bien des soucis dans cette affaire mystérieuse...

## Réception
Lors de sa première diffusion, l'épisode a attiré 3,50 million de téléspectateurs.